# Franciacorta (vinho)

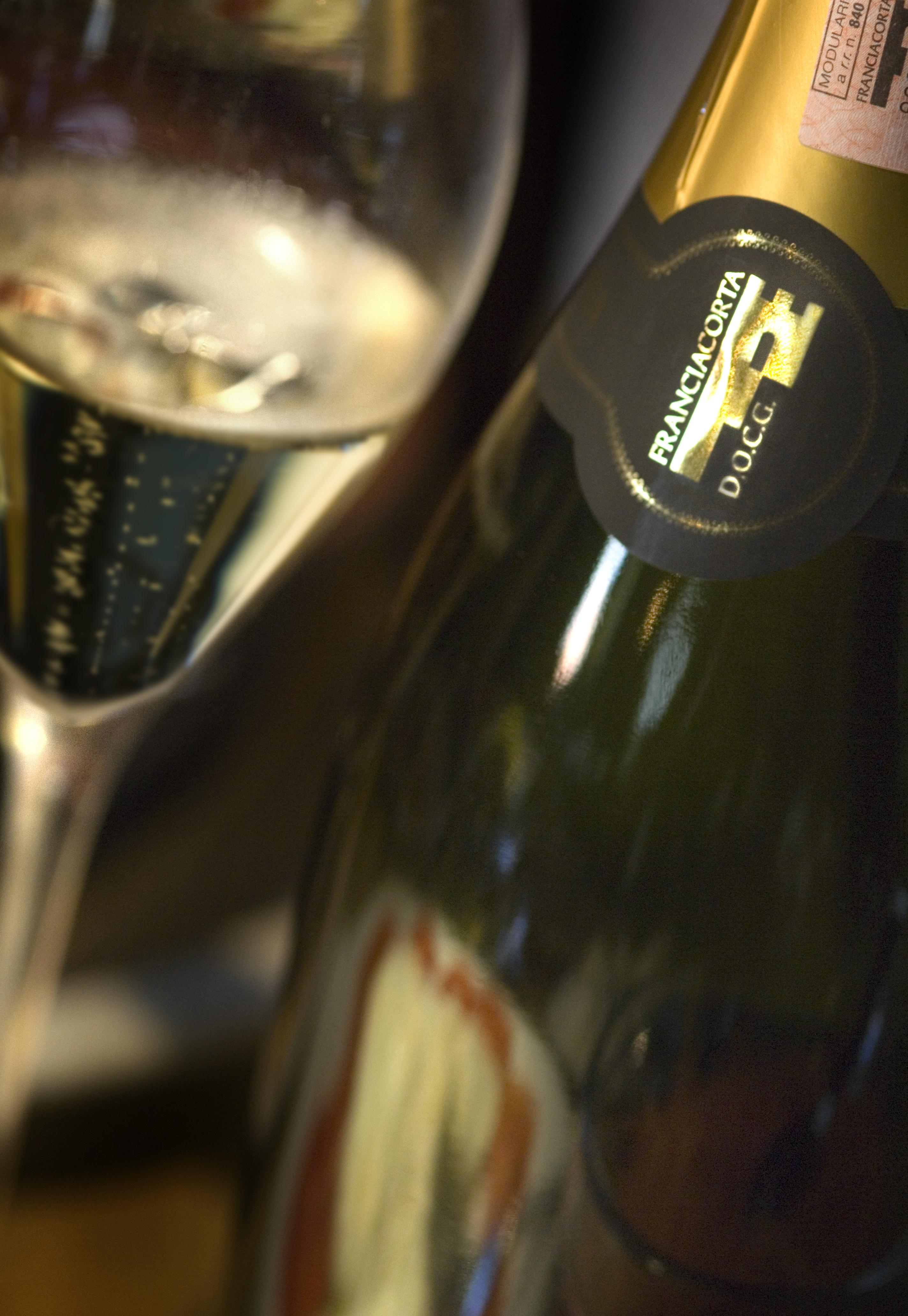
Garrafa e taça do espumante Franciacorta.

Franciacorta é um tipo de vinho italiano sob DOCG ou "Denominação de Origem Controlada e Garantida", produzido a partir de uvas cultivadas dentro nas colinas da província de Brescia, na Lombardia.
A designação DOC foi oficializada em 1967 incluindo vinhos tintos e brancos. Desde 1995, a classificação tem DOCG aplicada, exclusivamente, aos vinhos espumantes da região.
O espumante Franciacorta é produzido a partir das uvas chardonnay e pinot blanc, com 15% de pinot noir. O rosé deve possuir mais de 15% de pinot noir.

## Vinhos
Os Franciacorta podem ser de três tipos:
- Bianco Spumante Classico: feito a partir das uvas chardonnay e Pinot blanc, e/ou Pinot noir.
- Rosé (ou Rosato) Spumante Classico: Pinot noir, ao menos 15%; Chardonnay e/ou Pinot blanc, mais que 85%.
- Crémant Spumante Classico: Chardonnay e/ou Pinot blanc, 100%.